# Николаевский поселковый совет (Петриковский район)
Николаевский поселковый совет (укр. Миколаївська селищна рада) — входит в состав
Петриковского района
Днепропетровской области
Украины.
Административный центр поселкового совета находится в 
пгт Николаевка.

## Населённые пункты совета
- пгт Николаевка